# Saison 13 d'Alice Nevers : Le juge est une femme
Chronologie
Saison 12 Saison 14
Cet article présente les épisodes de la treizième saison de la série télévisée Alice Nevers : Le juge est une femme.

## Distribution
- Marine Delterme : Alice Nevers, juge d'instruction
- Jean-Michel Tinivelli : Commandant Fred Marquand
- Guillaume Carcaud : Victor Lemonnier, greffier
- Ahmed Sylla : Noah Diacouné, adjoint de Marquand
- Daniel-Jean Colloredo : Le médecin légiste (épisodes 1, 3, 4, 6 à 8, et 10)
- Pierre Santini : Jacques Nevers, père d'Alice (épisodes 1 à 6, 9 et 10)
- Mas Belsito : Dr Adam Chahine, chirurgien d'Alice
- Karina Testa : Léa Delcourt, policière du SDLP (épisodes 2 à 5, 7, 9 et 10)
- Swan Mirabeau : Alice, petite fille (épisodes 5, 6, 8 et 9)

## Liste des épisodes

### Épisode 1:Intime conviction
- France : 14 mai 2015 sur TF1

- France : 6,00 millions de téléspectateurs (24,1 % de part de marché)[1] (première diffusion)

- Isabelle Vitari : Camille Verdier
- Virginie Ledieu : Françoise Mirbaud
- Martin Kipfer : Danny Guérin
- Jean-Charles Dumay : Gilbert Roland
- Antoine Basler : Francis Dumont
- François Bureloup : Eric Colbert
- Emmanuel Dabbous : Médecin UMD

### Épisode 2:Illusion mortelle
- France : 14 mai 2015 sur TF1

- France : 5,19 millions de téléspectateurs (24,2 %)[1] (première diffusion)

- Gaëlle Marie : Serena Aquilon
- Raphaëlle Amar : Rose Brisson
- Sébastien Libessart : Jules Rizzoli
- Julia Gourand : Manon Rizzoli
- Kamel Isker : Kader Laoufi
- Fadila Belkebla : Leila Laoufi
- Mélèze Bouzid : Samia Laoufi
- Louiza Bentoumi : Malika

### Épisode 3:La loi de la jungle
- France : 21 mai 2015 sur TF1

- France : 6,28 millions de téléspectateurs (25,6 %)[2] (première diffusion)

- Mathilde Lebrequier : Sophie Rivoire
- Roby Schinasi : Antoine Perrin
- Isalinde Giovangigli : Marie Perrin
- Sophie Gourdin : Muriel Monier
- Samy Gharbi : Karim Bader
- Matthieu Dessertine : Jérémie Melzer
- Celia Rosich : Sandrine
- Pauline Caupenne : Johanne Moretz

### Épisode 4:Cas de conscience
- France : 21 mai 2015 sur TF1

- France : 5,43 millions de téléspectateurs (26,9 %)[2] (première diffusion)

### Épisode 5:Les liens du cœur
- France : 28 mai 2015 sur TF1

- France : 6,06 millions de téléspectateurs (24,8 %)[3] (première diffusion)

- Estelle Vincent : Jenny Peyrac
- Hugues Boucher : Alain Beriot
- Jean Pouletty : Charles Duplat
- Victor Le Blond : Aymeric Peyrac
- Elie Haddad : Said Khenoufi
- Frédéric Épaud : Bruno Peyrac
- Roxane Arnal : Chloé Beriot

### Épisode 6:Double espoir
- France : 28 mai 2015 sur TF1

- France : 5,48 millions de téléspectateurs (26,7 %)[3] (première diffusion)

- Ivan Gonzalez : Carl Mattéï / Béatrice
- Lamine Lezghad : Madji Hamissi
- Peggy Martineau : Pauline Tournay
- Alexandra Ansidei : Katia Bonnel
- Nelson Delapalme : Lucas Lagrange
- Olivier Massart : Gérard Mattéï
- Matthias Van Khache : Gaël Simon
- Rodolphe Sand : Julien Rueil
- Romain Delbart : Interne
- Jossua Guillemin : Clément

### Épisode 7:D-Day
- France : 4 juin 2015 sur TF1

- France : 5,99 millions de téléspectateurs (26 %)[4] (première diffusion)

- Guillaume Cramoisan : David Millot
- Cyrielle Debreuil : Cécile Portal
- Alexandre de Seze : Manuel Robin
- Benoit Thiebault : Philippe Cocquerel
- Myriam Moraly : Mélanie Millot
- Farhat Kerkeny : Le voiturier

### Épisode 8:Gitans
- France : 4 juin 2015 sur TF1

- France : 5,13 millions de téléspectateurs (25,9 %)[4] (première diffusion)

- Olivier Sitruk : François Garcia / Francesco Garcia
- Alicia Dadoun : Nina Garcia
- Claudine Baschet : Dolores Garcia
- Laurent Fernandez : José Canestro
- Franck Falise : Diego Canestro
- Philippe Résimont : Georges de Villars
- Léo Pochat : Arthur de Villars

### Épisode 9:A brides abattues
- France : 11 juin 2015 sur TF1

- France : 6,26 millions de téléspectateurs (26,4 %)[5] (première diffusion)

- Marie Guillard : Karine Carpentier
- Andréa Ferréol : Joséphine Marquand
- Cannelle Carré-Cassaigne : Gisèle Humbert
- Médina Diarra : Ada

### Épisode 10:Chut!
- France : 11 juin 2015 sur TF1

- France : 5,55 millions de téléspectateurs (27,8 %)[5] (première diffusion)

- Emma Colberti : Florence Rafin
- Loïc Houdré : Fabrice Rousseau
- Eric Savin : Edouard Raffin
- Farouk Bermouga : Kevin Ouamali
- Fiorella Campanella
- Ségolène Prunier